# The State of Things
The State of Things is het debuutalbum van de indie-electroband Reverend and The Makers. Het werd uitgebracht op 10 september 2007.

## Composities
| Nr. | Titel                             | Duur |
| --- | --------------------------------- | ---- |
| 1.  | The State of Things               | 3:01 |
| 2.  | The Machine                       | 3:50 |
| 3.  | Heavyweight Champion of the World | 3:25 |
| 4.  | Bandits                           | 2:37 |
| 5.  | Open Your Window                  | 4:03 |
| 6.  | Sex with the Ex                   | 4:07 |
| 7.  | 18-30                             | 3:15 |
| 8.  | He Said He Loved Me               | 2:54 |
| 9.  | What the Milkman Saw              | 2:56 |
| 10. | Sundown on the Empire             | 4:00 |
| 11. | Miss Brown                        | 3:27 |
| 12. | Armchair Detective                | 4:00 |